# El cielo dividido
El cielo dividido es una película mexicana de 2006 con temática LGBT dirigida por Julián Hernández.

## Argumento
Gerardo y Jonás son dos jóvenes que viven su historia de amor gay de una forma intensa y apasionada. Los dos chicos viven su amor sin tapujos, hasta que una noche en una salida, un enigmático joven conquista a Jonás. Aunque Jonás y sobre todo Gerardo intentan que su relación continúe con normalidad, no consiguen que todo vuelva a ser como antes de aquella noche. Sergio, admirador secreto de Gerardo, no perderá la oportunidad que le brinda el destino.